# Forks over Knives
Forks over Knives är en amerikansk dokumentärfilm från 2011 och ett samlingsnamn för kosten dokumentären förespråkar. 
Den kost Forks over Knives förespråkar bygger på att helt utesluta animaliska livsmedel och minimera intaget av väldigt förädlade produkter (som vetemjöl och vitt socker) och oljor. Istället förespråkas en kost byggd på grönsaker, frukt, nötter, frön, mindre förädlade sädesslag (som matvete, mathavre och grahamsmjöl) och brunt ris.